# Dolina tyranozaura
Dolina tyranozaura (ang. Valley of the T-rex) – amerykańskiej produkcji serial poświęcony tyranozaurowi. W Polsce emitowany na Discovery Science.

## Treść serialu
Serial jest całkowicie poświęcony tyranozaurowi. W odróżnieniu od większości innych seriali w tym tyranozaur jest przedstawiany jako padlinożerca a nie groźny drapieżnik. Jack Horner i jego współpracownicy w tym serialu udowadniają, że słynny tyranozaur naprawdę był padlinożercą i negują dowody na jego drapieżnictwo. Ich zdaniem za padlinożerną tyranozaur przemawiają następujące argumenty:
- Podobnie jak u współczesnych zwierzą żywiących się głównie lub jedynie padliną regiony mózgu tyranozaura odpowiedzialne za węch są ogromne, a za wzrok małe. Zdaniem Hornera jest to dowód na to słaby wzrok tyranozaura utrudniający nocne łowy i świetny węch ułatwiający znalezienie padliny.
- Zdaniem autorów tyranozaur był zbyt ociężały, aby dogonić potencjalne ofiary.
- Duże rozmiary tyranozaura mogły mu pomóc odpędzać mniejszych drapieżników od padliny.
- Olbrzymie zęby tyranozaura nie musiały służyć do zabijania ofiar, równie dobrze nadawały by się do miażdżenia kości.
- Krótkie kończyny przednie tyranozaura nie nadawały się do przytrzymywania ofiary w czasie walki.

## Kontrowersje
Jack Horner w odróżnieniu od innych paleontologów uważa tyranozaura za padlinożercę, niezdolnego do upolowania innych dinozaurów. Teoria ta jest kontrowersyjna i spotkała się z ostrą krytyką różnych paleontologów. Również nieprawdą jest, że na drapieżność  tyranozaura nie ma żadnych dowodów - na jednym szkielecie edmontozaura widać ślady po ugryzieniach tyranozaura. Są one zagojone co świadczy, że zostały zadane za życia. Również na jednej czaszce triceratopsa widać ślady po ugryzieniach tyranozaura. Badania linii ugryzienia wykazały, że zagoiło się ono.